# Okres Trebišov
Trebišov(Hongaars: Tőketerebes) is een district (Slowaaks: Okres) in de Slowaakse regio Košice. De hoofdstad is Trebišov. Het district bestaat uit 4 steden (Slowaaks: Mesto) en 78 gemeenten (Slowaaks: Obec). Van de 106.062 inwoners vormen de Hongaren met 28.145 inwoners (27%) een belangrijke minderheid in 2011. In 2021 was het aantal Hongaarstaligen (moedertaal) 29.415 (28,37%).
In het zuidelijke deel van het district vormt de Hongaarse minderheid in Slowakije de meerderheid van de bevolking. 

## Taalgrens
Door het district loopt de Slowaaks-Hongaarse taalgrens.
De plaatsen Brehov (Hongaars: Imreg, Zemplín (Hongaars: Zemplén), Ladmovce (Hongaars: Ladamóc), Černochov (Hongaars: Csarnahó), Viničky (Hongaars: Szőlőske) en Klin nad Bodrogom (Hongaars: Bodrogszög) vormen de noordelijkste dorpen met een Hongaarstalige meerderheid. De dorpen ten noorden van deze grens zijn Slowaakstalig.

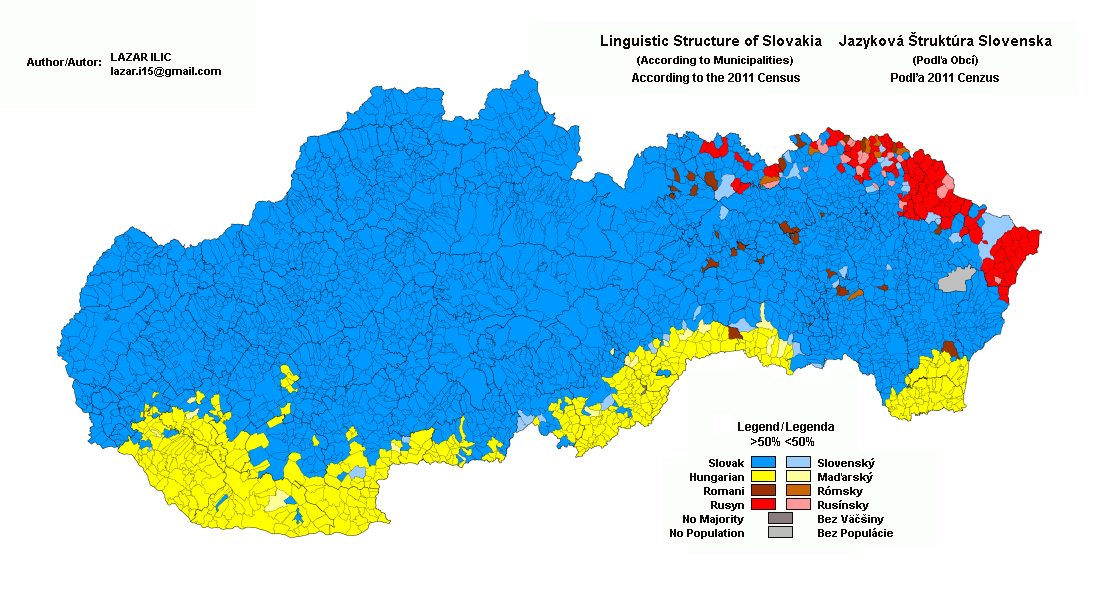
Taalsituatie in Slowakije volgens Census van 2011.

Aan de oostzijde loopt het Hongaarse taalgebied door in Oekraïne, aan de westzijde loopt de taalgrens door in Okres Trebisov. Bijzonderheid is dat het gebied eind jaren '30 van de twintigste eeuw weer even tot Hongarije ging behoren. In 1944 werd dit weer ongedaan gemaakt.

## Steden
- Čierna nad Tisou
- Kráľovský Chlmec
- Sečovce
- Trebišov

## Lijst van gemeenten
| - Bačka - Bačkov - Bara - Biel - Boľ - Borša - Boťany - Brehov - Brezina - Byšta - Cejkov - Čeľovce - Čerhov - Černochov - Čierna - Dargov - Dobrá - Dvorianky - Egreš - Hraň - Hrčeľ - Hriadky - Kašov - Kazimír - Klin nad Bodrogom - Kožuchov | - Kravany - Kuzmice - Kysta - Ladmovce - Lastovce - Leles - Luhyňa - Malá Tŕňa - Malé Ozorovce - Malé Trakany - Malý Horeš - Malý Kamenec - Michaľany - Nižný Žipov - Novosad - Nový Ruskov - Parchovany - Plechotice - Poľany - Pribeník - Rad - Sirník - Slivník - Slovenské Nové Mesto - Soľnička - Somotor | - Stanča - Stankovce - Strážne - Streda nad Bodrogom - Svätá Mária - Svätuše - Svinice - Trnávka - Veľaty - Veľká Tŕňa - Veľké Ozorovce - Veľké Trakany - Veľký Horeš - Veľký Kamenec - Viničky - Višňov - Vojčice - Vojka - Zatín - Zbehňov - Zemplín - Zemplínska Nová Ves - Zemplínska Teplica - Zemplínske Hradište - Zemplínske Jastrabie - Zemplínsky Branč |

Okres Gelnica · Okres Košice I · Okres Košice II · Okres Košice III · Okres Košice IV · Okres Košice-okolie · Okres Michalovce · Okres Rožňava · Okres Sobrance · Okres Spišská Nová Ves · Okres Trebišov